# Charles Vere Ferrers Townshend

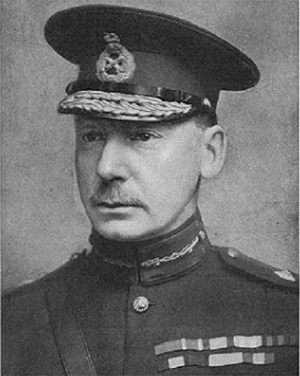
Charles Vere Ferrers Townshend.

Charles Vere Ferrers Townshend, född den 21 februari 1861, död den 18 maj 1924 i Paris, var en engelsk general. Han var sonson sonson till George Townshend, 1:e markis Townshend.
Townshend blev officer 1881, deltog i fälttåget i Sudan 1883–1885 och i den därpå följande Nilexpeditionen. Under kriget i nordvästra Indien 1895 var han befälhavare för den engelska styrka, som blev innesluten i Chitral, som han försvarade, tills det undsattes av general Robert Low. Åren 1896–1898 deltog Townshend i Sudanfälttåget under lord Kitchener och 1899–1900 i kriget i Sydafrika. År 1911 befordrades han till generalmajor. Under första världskriget ryckte han i spetsen för närmare 20 000 man, i början av november 1915, från Korna i Mesopotamien för att bemäktiga sig Bagdad, besatte 22 november Ktesifon, men blev den 24 samma månad i grund slagen och måste gå tillbaka ända till al-Kut, där den engelska styrkan 8 december blev innesluten av turkarna och 29 april 1916 tvungen att ge sig, av brist på proviant – en i engelska krigshistoriens annaler oerhörd tilldragelse. Townshend hölls sedermera i lindrig internering i Konstantinopels omnejd och blev fullt fri vid Turkiets stillestånd med de allierade i november 1918. Åren 1920–1922 var han ledamot av underhuset. Sina fälttågsminnen som chef för engelska expeditionskåren i Mesopotamien 1915–1916 skildrade han i My campaign in Mesopotamia (1920).